# آلمورادی
آلمورادی (به اسپانیایی: Almoradí) دهستانی در استان آلیکانتهٔ اسپانیا است.
در این دهستان ۱۸٬۵۳۶ نفر زندگی می‌کنند. مساحت این دهستان ۴۱٫۲ کیلومتر مربع است.